# Tisa-Silvestri
Tisa-Silvestri – wieś w Rumunii, w okręgu Bacău, w gminie Odobești. W 2011 roku liczyła 955 mieszkańców.